# 小郡カンツリー倶楽部
小郡カンツリー倶楽部（おごりカンツリーくらぶ）は、 福岡県小郡市にあるゴルフ場である。

## 概要
福岡県南部に位置する小郡市には戦前、九州を代表するゴルフ場の「福岡ゴルフ倶楽部大保コース」【1926年（昭和元年）開場、1944年（昭和19年）閉鎖、設計・川崎保】があった。第二次世界大戦で姿を消したが、その福岡ゴルフ倶楽部大保コースがあった所から北側僅かな所に「小郡カンツリー倶楽部」がある。福岡県では第8番目に開場したコースである。
小郡カンツリー倶楽部は、1964年（昭和39年）11月、アウトコース（西コース）9ホールが仮オープンし、1965年（昭和40年）11月、インコース（東コース）9ホールが完成し全18ホールを正式オープンされた。1974年（昭和49年）9月、増設の南コース9ホールが完成され合計27ホールのゴルフ場が完成された。
1982年（昭和57年）7月、日本プロゴルフ協会の公式競技である関西プロゴルフ選手権大会が開催された。1992年（平成4年）6月、新クラブハウスが完成した。1993年（平成5年）6月、ティフトンを除去し、フェアウェイの改修工事を行った。
コースは、全体的にフラットで落ち着いた雰囲気の丘陵コースで、高速コーライグリーンが特徴である。上田治が設計した東コースは、フェアウェイは広く、老松、竹林、杉桧林の間をぬい大きな3つの池を配したレイアウトである。ティグランドからグリーンまで緩やかに曲がる壮大ラインが描かれたている。阿部恒雄が設計した西・南コースは、西はフェアウェイが広くグリーンも大きな明るい開放的なコースで、南は西・東に比べると距離が長く難しく、ミドルホールは距離があり難しい。

## 所在地
〒838-0106 福岡県小郡市三沢1788番地

## コース情報
- 開場日 - 1964年11月11日
- 設計者 - 上田 治（東コース）、阿部 恒雄（西・南コース）
- 面積 -1,050,000 m2（約31.7万坪）
- コースタイプ - 丘陵コース
- コース - 27ホールズ、パー108、10,160ヤード、コースレート、西・東コース71.5、東・南コース71.5、南・西コース71.6
- フェアウェー - コウライ
- ラフ - ノシバ
- グリーン - 1グリーン、コーライ
- ハザード - バンカー66、池が絡むホール5
- ラウンドスタイル - キャディ・セルフ選択可、キャディ付歩行プレー基本、乗用カート(5人乗り)自走式
- 練習場 - 10打席80ヤード
- 休場日 - 毎週月曜日（セルフ営業）、12月31日、1月1日・2日[4][5]

## クラブ情報
- ハウス面積 - 4.085m2（1,235.7坪）
- ハウス設計 - レーモンド設計事務所、植松事務所
- ハウス施工 - 株式会社 錢高組[4][5]

## ギャラリー
- コース - 「小郡カンツリー倶楽部」、コース紹介、2021年9月19日閲覧
- ハウス - 「小郡カンツリー倶楽部」、施設案内、2021年9月19日閲覧

## 交通アクセス
鉄道
- 鹿児島本線 - 基山駅より タクシー利用 約5分
- 西鉄大牟田線 - 西鉄小郡駅より タクシー利用 約10分[6]

道路
- 九州自動車道 - 鳥栖ICより 約10分
- 九州自動車道 - 筑紫野ICより 約15分[6]

## 関連文献
- 『ゴルフ場ガイド 西版』、2006-2007、「小郡カンツリー倶楽部」、東京 ゴルフダイジェスト社、2006年5月、2021年9月19日閲覧